# Campionat amazonense

Campionat amazonense / Amazonas

El Campionat Amazonense és el campionat estatal de futbol de l'estat d'Amazonas.

## Format
El campionat amazonense es divideix en:
- Taça Amazonas
  - Lliga a una volta, cada equip s'enfronta un cop a la resta.

- Taça Cidade de Manaus
  - Els clubs es divideixen en dos grups de 5.
  - Primera fase: Lliga a una volta.
  - Segona fase: Final entre els primers de cada grup.

Els campions de les dues Taças s'enfronten per decidir el campió. Si és el mateix equip esdevé campió automàticament

## Campions
Font:
Era amateur
- 1914:  Manaos Athletic (1)
- 1915:  Manaos Athletic (2)
- 1916:  Nacional FC (1)
- 1917:  Nacional FC (2)
- 1918:  Nacional FC (3)
- 1919:  Nacional FC (4)
- 1920:  Nacional FC (5)
- 1921:  Rio Negro (1)
- 1922:  Nacional FC (6)
- 1923:  Nacional FC (7)
- 1924: no es disputà
- 1925: no es disputà
- 1926: no es disputà
- 1927:  Rio Negro (2)
- 1928:  Cruzeiro do Sul (1)
- 1929:  Manaus Sporting (1)
- 1930:  Cruzeiro do Sul (2)
- 1931:  Rio Negro (3)
- 1932:  Rio Negro (4)
- 1933:  Nacional FC (8)
- 1934:  Portuguesa (1)
- 1935:  Portuguesa (2)
- 1936:  Nacional FC (9)
- 1937:  Nacional FC (10)
- 1938:  Rio Negro (5)
- 1939:  Nacional FC (11)
- 1940:  Rio Negro (6)
- 1941:  Nacional FC (12)
- 1942:  Nacional FC (13)
- 1943:  Rio Negro (7)
- 1944:  Olímpico Clube (1)
- 1945:  Nacional FC (14)
- 1946:  Nacional FC (15)
- 1947:  Olímpico Clube (2)
- 1948:  Fast Clube (1)
- 1949:  Fast Clube (2)
- 1950:  Nacional FC (16)
- 1951:  América FC (1)
- 1952:  América FC (2)
- 1953:  América FC (3)
- 1954:  América FC (4)
- 1955:  Fast Clube (3)
- 1956:  Auto Esporte (1)
- 1957:  Nacional FC (17)
- 1958:  Santos (1)
- 1959:  Auto Esporte (2)
- 1960:  Fast Clube (4)
- 1961:  São Raimundo (1)
- 1962:  Rio Negro (8)
- 1963:  Nacional FC (18)

Era professional
- 1964:  Nacional FC (19)
- 1965:  Rio Negro (9)
- 1966:  São Raimundo (2)
- 1967:  Olímpico Clube (3)
- 1968:  Nacional FC (20)
- 1969:  Nacional FC (21)
- 1970:  Fast Clube (5)
- 1971:  Fast Clube (6)
- 1972:  Nacional FC (22)
- 1973:  Rodoviária (1)
- 1974:  Nacional FC (23)
- 1975:  Rio Negro (10)
- 1976:  Nacional FC (24)
- 1977:  Nacional FC (25)
- 1978:  Nacional FC (26)
- 1979:  Nacional FC (27)
- 1980:  Nacional FC (28)
- 1981:  Nacional FC (29)
- 1982:  Rio Negro (11)
- 1983:  Nacional FC (30)
- 1984:  Nacional FC (31)
- 1985:  Nacional FC (32)
- 1986:  Nacional FC (33)
- 1987:  Rio Negro (12)
- 1988:  Rio Negro (13)
- 1989:  Rio Negro (14)
- 1990:  Rio Negro (15)
- 1991:  Nacional FC (34)
- 1992:  Sul América (1)
- 1993:  Sul América (2)
- 1994:  América FC (5)
- 1995:  Nacional FC (35)
- 1996:  Nacional FC (36)
- 1997:  São Raimundo (3)
- 1998:  São Raimundo (4)
- 1999:  São Raimundo (5)
- 2000:  Nacional FC (37)
- 2001:  Rio Negro (16)
- 2002:  Nacional FC (38)
- 2003:  Nacional FC (39)
- 2004:  São Raimundo (6)
- 2005:  Grêmio Coariense (1)
- 2006:  São Raimundo (7)
- 2007:  Nacional FC (40)
- 2008:  Holanda (1)
- 2009:  América FC (6)
- 2010:  Penarol (1)
- 2011:  Penarol (2)
- 2012:  Nacional FC (41)
- 2013:  Princesa do Solimões (1)
- 2014:  Nacional FC (42)
- 2015:  Nacional FC (43)
- 2016:  Fast Clube (7)
- 2017:  Manaus (1)
- 2018:  Manaus (2)
- 2019:  Manaus (3)
- 2020:  Penarol (3)
- 2021:  Manaus (4)
- 2022:  Manaus (5)
- 2023:  Amazonas (1)
- 2024:  Manaus (6)
- 2025:  Amazonas (2)

## Títols per equip
- Nacional Futebol Clube (Manaus) 43 títols
- Atlético Rio Negro Clube (Manaus) 16 títols
- São Raimundo Esporte Clube (Manaus) 7 títols
- Nacional Fast Clube (Manaus) 7 títols
- América Futebol Clube (Manaus) 6 títols
- Manaus Futebol Clube (Manaus) 6 títols
- Olímpico Clube (Manaus) 3 títols
- Penarol Atlético Clube (Itacoatiara) 3 títols
- Auto Esporte Clube (Manaus) 2 títols
- Cruzeiro do Sul Futebol Clube (Manaus) 2 títols
- Manaos Athletic Club (Manaus) 2 títols
- União Esportiva Portuguesa (Manaus) 2 títols
- Sul América Esporte Clube (Manaus) 2 títols
- Amazonas Futebol Clube (Manaus) 2 títols
- Holanda Esporte Clube (Rio Preto da Eva) 1 títol
- Grêmio Atlético Coariense (Coari) 1 títol
- Manaus Sporting Club (Manaus) 1 títol
- Associação Atlética Rodoviária (Manaus) 1 títol
- Santos Futebol Clube (Manaus) 1 títol
- Princesa do Solimões Esporte Clube (Manacapuru) 1 títol